# Octave Chanute
Octave Alexandre Chanute född 18 februari 1832 i Paris död 23 november 1910 i Chicago, amerikansk tekniker och uppfinnare. Han var son till professor Joseph Chanute.
Som 21-åring inledde han en framgångsrik karriär som järnvägsbyggare vid Hudson River Railroad, där han blev en legendarisk konstruktör av komplicerade broar. Han kom senare att arbeta med byggandet av New Yorks elevated railways. Som uppfinnare utarbetade han ett system för förhindra slipers och telefonstolpar från att ruttna. Han drog sig tillbaka 1883 för att ägna sig åt konsultverksamhet inom brobyggnad och träkonservering. Under ett besök i Europa 1875 kom han i kontakt med de europeiska flygförsöken började han konstruera glidflygplan. Vid World's Columbian Exposition i Chicago 1893, organiserade han en internationell flygkonferens. 1894 gav han ut den första boken om flygets gåta, Progress in Flying Machines som på sin tid räknades till den främsta boken för lösandet av flyg och aerodynamik.
Eftersom han själv var för gammal för att flyga, arbetade han tillsammans med några yngre som delade hans tankar om flyggåtans lösning. Hans experiment med glidflygplanen tillsammans med Augustus Herring och William Averyvid vid Lake Michigan under 1890-talet slut visade på lösningar av hur flygplanen skulle kontrolleras med roder, hållfasthetberäknas samt fackverkskonstruktionens betydelse med hänsyn på vikt och styrka. Vid försöken användes glidflygplan baserade på Otto Lilienthals konstruktioner samt egenkonstruktioner.   
Han tog inga patent på några av sina upptäckter inom flyget utan delade kunskaperna med Blériot, Santos Dumont, Farman, Mouillard, Montgomery, Voisin, och från 1900 även Bröderna Wright där han fungerade som mentor.